# لفتية السبع
لفتية السبع (1 مايو 1935- 17 أكتوبر 2013) هي طبيبة ومذيعة تلفزيونية مصرية.

## حياتها
وُلدت في مايو 1935 في محافظة الغربية وكانت أصغر أخواتها الخمس، التحقت بمدرسة المحلة الابتدائية وأظهرت تفوقا كبيرا مما شجع والدها لتكمل تعليمها حيث كانت الوحيدة بين أخواتها البنات التي تكمل تعليمها بعد شهادة التعليم الأساسي حيث اكتفت أخواتها بهذا القدر من التعليم وفضلن الزواج. وشهد لها الجميع بتفوقها في دراستها، حيث حصلت على الشهادة التوجيهية عام 1951، وقد كرمها وزير المعارف وقتها. حصلت على دكتوراه النساء والتوليد كما حصلت على دكتوراه في الإعلام الصحي من المملكة المتحدة عام 1977.تخرجت في كلية طب قصر العيني وتخصصت في طب النساء والتوليد.

## مسيرتها
بعد انتهاء عام التكليف تقدمت لاختبارات التلفزيون الذي كان سيبدأ بثه لأول مرة في مصر واجتازتها بامتياز، وكان ذلك نابعًا من إيمانها أن برامج التعليم والصحة والثقافة هي حق أصيل لكل مشاهد حيث سيمكنها من تثقيف وتوعية الملايين صحيًا من خلال معلوماتها وخبرتها الطبية. وأصبحت رائدة الإعلام الصحي في الوطن العربي حيث تم تكليفها بتحضير أول برنامج صحي على شاشة التليفزيون العربي، أول شاشة تليفزيون في الشرق الأوسط. ومن أشهر برامجها المجلة الصحية، الذي استضافت فيه أشهر الأطباء المصريين والعالميين في مختلف التخصصات، حيث كانت تسافر لحضور المؤتمرات العلمية الطبية لنقل أحدث ما توصل إليه الطب في علاج معظم الأمراض.
تدرجت في الوظائف الإدارية وصولًا إلى منصب مدير إدارة الصحة والسكان في التلفزيون المصري ثم درجة وكيل وزارة. كانت أول من قدم فكرة الإعلان التنويهي عن حملات التطعيم ضد مرض شلل الأطفال. كما كانت رئيسة تحرير مجلة طريق السعادة التي كانت تصدرها أحد أهم جمعيات توعية الأهل ضد خطر الإدمان. ومن مؤلفاتها كتاب حكايات في عيادة للستات.
ورغم العمل التليفزيوني الذي استمر لأكثر من 30 سنة على شاشة التليفزيون المصري إلا أنها لم تترك عملها كطبيبة أمراض نساء وتوليد، وظلت تذهب لعيادتها حتى أيامها الأخيرة وكانت دوما تقول أن الطبيب مثل الفنان الصادق يجب أن يموت على خشبة المسرح وأن الطبيب طالما لا يزال حي يرزق فعلمه وخبرته يجب أن تُسخر في خدمة الناس. وتُوفيت في 14 أكتوبر 2013.

### برامج
- مع العيلة.
- الصحة بين إيديك.
- كأس التليفزيون.
- الإسعافات الأولية.
- خمسة لصحتك.[8]
- المجلة الصحية[9]